# Veronica oltensis
Veronica oltensis är en grobladsväxtart som beskrevs av Jurij Nikolajevitj Voronov och Schelk.. Veronica oltensis ingår i släktet veronikor, och familjen grobladsväxter. Inga underarter finns listade i Catalogue of Life.